# Клуте, Хильмар
Хильмар Клуте (нем. Hilmar Klute; род. 1967, Бохум, Германия) — современный немецкий писатель

 и журналист.

## Жизнь и творчество
Получил высшее образование в университетах Бохума и Мюнхена. С 2009 года сотрудничает с одной из ведущих немецких газет, Süddeutsche Zeitung, издающейся в Мюнхене. Здесь с 2010 года он руководит выпуском раздела «Патрульный свет» (Streiflicht). Также автор многочисленных эссе, биографических очерков и репортажей. Вышедшая в 2017 году в «Süddeutsche Zeitung» статья «Кто готов спорить, должен быть готовым применять грязные приёмы» (Wer streiten will, muss sich auch schmutzig machen) стала в апреле 2019 года одной из пяти тем для обсуждения и анализа на выпускных экзаменах в гимназиях земли Баден-Вюртемберг. В вышедшем в 2018 году романе Х.Клуте «О том, как потом всё получится» (Was dann nachher so schön fliegt), действие которого происходит в 1986 году в Рурской области (где Х.Клуте родился), рассказывается о судьбе молодого человека, отбывающего гражданскую повинность, заменяющую ему воинскую службу, в доме престарелых, и мечтающего стать поэтом. В ряде своих произведений поднимает тему взаимоотношений человека и домашних животных.
Х. Клуте живёт и работает в Мюнхене.

## Изданные произведения
- Охотник за сердцами / HerzKammerJäger. — München: Blanvalet Verlag|Blanvalet Taschenbuch Verlag, 2008. — ISBN 978-3442371099.
- Уинстон, или пёс, который меня нашёл / Winston oder Der Hund, der mich fand. — München: Verlag Antje Kunstmann, 2008. — ISBN 978-3-88897-536-3.
- Кот Казимир и другие звери моей жизни / Der Kater Kasimir und andere Tiere meines Lebens (совместно с Дирком Шмидтом). — München: Verlag Antje Kunstmann, 2010. — ISBN 978-3-88897-639-1.
- Мы, выгоревшие / Wir Ausgebrannten: Vom neuen Trend, erschöpft zu sein. — München: Diederichs Verlag, 2012. — ISBN 978-3424350814.
- Патрульный свет: последние мировые новости / Das Streiflicht: Neueste Nachrichten aus der gedeuteten Welt (совместно с Иоахимом Кеппнером). — München: Süddeutsche Zeitung Edition, 2013. — ISBN 978-3864971013.
- Жил-был Бумеранг. Жизнь Иоахима Рингельнатца / War einmal ein Bumerang: Das Leben des Joachim Ringelnatz. — Berlin: Galiani Verlag, 2015. — ISBN 978-3869711096.
- О том, как потом всё получится / Was dann nachher so schön fliegt. — Berlin: Roman, Galiani Verlag, 2018. — ISBN 978-3-86971-178-2.
- Борьба / Oberkampf. — Berlin: Roman, Galiani Verlag, 2020. — ISBN 978-3-86971-215-4.

## Дополнения
- Hilmar Klute: Generation gugl Архивная копия от 15 июня 2017 на Wayback Machine